# 热电离质谱法
热电离质谱法（英語：thermal ionization mass spectrometry，簡稱TI-MS），是指通过加热迫使原子电离后引入质谱仪分析，其能从Li到U的大部分元素的同位素組成進行準確測定。而該方法主要用于同位素分析。

## 组成
热电离质谱仪主要組成部分是：
- 电离部分（离子源），常通过加热涂敷在电热器表面的样品，使样品的原子电离，并引入电磁分离部分。
- 电磁分离部分，有多种类型，但以双聚焦或单聚焦为主，分析精度高。
- 真空裝置，真空裝置用以保障电磁分离部分和检测器內的真空狀態，使离子得到更大的自由度，以便通过电磁分离器并到达检测器。
- 检测器，用於将离子数量转化为电信号。常用的有法拉第杯、电子倍增器、微通道板和闪烁计数器。

## 样品要求
- 液体样品可以通过后浓缩后用高纯石墨粉吸收为糊状，涂敷在电热器表面。
- 固体样品一般不直接测定。

## 样品處理
- 酸消解法：在锥形瓶中用盐酸、硝酸、高氯酸、过氧化氢等按一定比例加入样品中。在电热板上加入，使样品完全液化。注意：務必在通风橱中进行，若使用氢氟酸，需用聚四氟乙烯容器溶样。
- 灰化法：在铂坩埚、石英坩埚加入样品并提高温度，用空气中的氧或人工提供的氧来缓慢氧化样品，使得样品灰化，最后再用少量酸溶样洗出残渣并溶解（灰化的残渣中如有不溶物需用酸溶解）。
- 微波消化法：类似于酸消解法，不过是在耐高压聚四氟乙烯罐内进行，减少了酸的挥发，降低试剂空白，也减少了Hg、Ga、As、Ge等元素挥发的量，微波加速了反应进行。
- 熔样法：在铂坩埚、镍坩埚、裂解石墨坩埚和石英坩埚内用适当的熔剂熔融样品，使样品溶于水或酸溶液。
- 超低含量组分需要通过共沉淀、离子交换、萃取等方法预先富集再测试。

## 通用性
主要用于精密同位素分析，一般不能测试气体元素。

## 优缺点
优点是灵敏度高，测试速度较快，进行同位素分析。缺点是对操作人员技术要求、对环境要、运行成本和仪器售价都很高，